# Умберлито Боргес
Умберлито Боргес (5. октобар 1980) бразилски је фудбалер.

## Каријера
Током каријере играо је за Сао Пауло, Гремио Порто Алегре, Сантос, Крузеиро и многе друге клубове.

## Репрезентација
За репрезентацију Бразила дебитовао је 2011.

## Статистика
| Бразил | Бразил | Бразил |
| Год.   | Ута.   | Гол.   |
| ------ | ------ | ------ |
| 2011   | 1      | 0      |
| Укупно | 1      | 0      |